# حلقة فوسيوس
حلقة فوسيوس (بالإنجليزية: Vossius ring) هي حلقة دائرية تتواجد على السطح الأمامي للعدسة نتيجةً لإصابة كليلة في العين. عند إصابة العين، تظهر حلقة دائرية مُنقطة أو باهتة من العتامة على السطح الأمامي لعدسة العين؛ وذلك نتيجةً لحبيبات بنية غير متبلورة من الصبغة على كبسولة العدسة. تمتلك هذه الحلقة نفس قُطر حدقة العين المُنقبضة، وتظهر هكذا بسبب انطباع القزحية على العدسة بسبب قوة الصدمة، والتي تدفع القرنية والقزحية إلى الخلف.
سُميت نسبةً إلى طبيب العيون الألماني أدولف فوسيوس، والذي وصفها لأور مرة في حالةٍ عام 1906.

## وصلات خارجية
- أطلس طب العيون
- موقع OUHSC
- موقع NIH نسخة محفوظة 1 أغسطس 2013 at Archive.is